# علقمة بن مجزز المدلجي
علقمة بن مجزز المدلجي الكناني صحابي جليل، اسمه علقمة بن مجزز بن الأعور بن جعدة بن معاذ بن عتوارة بن عمرو بن مدلج الكناني، المدلجي من بني مدلج من قبيلة كنانة. بعثه الرسول في سرية إلى الحبشة في شهر ربيع الثاني سنة 9 هـ، لما بلغ النبي محمد أن ناسا من الحبشة تراياهم أهل جدة، فبعث إليهم علقمة بن مجزز في 300 رجل من الصحابة، فانتهى إلى جزيرة في البحر وقد خاض إليهم البحر فهربوا منه. وقد شهد معركة اليرموك، وكان عاملا لعمر بن الخطاب على حرب فلسطين، وفي سنة 20 هـ بعثه عمر بن الخطاب في جيش إلى الحبشة في البحر فأصيبوا، فجعل عمر على نفسه أن لا يحمل في البحر أحدا.

## سرية علقمة بن مجزز
روى الذهبي في تاريخ الإسلام أنه وفي ربيع الآخر، قيل: إن رسول الله صلى الله عليه وسلم بلغه أن ناسا من الحبشة تراءلهم أهل جدة، فبعث النبي صلى الله عليه وسلم علقمة بن مجزز المدلجي في ثلاث مائة، فانتهى إلى جزيرة في البحر، فهربوا منه.